# Carl-Eduard von Bismarck
Pour les articles homonymes, voir von Bismarck.
Carl-Eduard von Bismarck, Prince de Bismarck-Schönhausen, né le 16 février 1961 à Zurich, est un homme politique allemand, ancien membre de l'assemblée parlementaire de la République fédérale d'Allemagne, Bundestag, entre 2005 et 2007, et ancien membre de la CDU. Depuis 2019, Carl-Eduard von Bismarck est le 5e prince de Bismarck. son fils aîné, le comte Alexei von Bismarck, né en 2006, est son successeur présumé.

## Biographie
Carl-Eduard Otto Wolfgang Jayme Anders von Bismarck est né le 16 février 1961 à Zurich en Suisse. Il est le fils aîné de Ferdinand von Bismarck et de son épouse belge, Elisabeth Lippens. Il est le descendant direct du chancelier Otto von Bismarck, qui a joué un rôle déterminant dans l'unification allemande. Il a deux frères, Gottfried (1962-2007) et Gregor (1964), et une sœur, Vanessa (1971).
Élève au lycée de Wentorf, il obtient son baccalauréat en 1982. En 1984, il effectue son service militaire en tant qu'élève officier de réserve. De 1985 à 1987, il suit une formation de banquier à New York puis à Los Angeles.
À partir de 1989, il travaille pour la compagnie Investor Treuhand basée à Düsseldorf. Depuis 1993, il est membre de la Fürstlich von Bismarckschen Verwaltung, l'association familiale qui administre les biens des Bismarck.
Carl-Eduard von Bismarck rejoint la CDU en 1995. En 1998, il est élu conseiller municipal d'Aumühle et devient en 1999 vice-président du comité local de la CDU dans l'arrondissement du duché de Lauenbourg. En 2003, il fonde l'association fédérale du développement économique et du commerce extérieur (BWA) dont il reste président jusqu'en 2005. Carl-Eduard von Bismarck siège au conseil d'administration de la fondation fédérale Otto von Bismarck à Friedrichsruh.
Lors des élections fédérales allemandes de 2005, il est élu député au Bundestag du district du duché de Lauenburg, il est prétendu avoir raté plusieurs réunions du comité local de la CDU. Bismarck a démissionné de son mandat le 19 décembre 2007.

## Mariages et descendance
Le 12 février 1987, Carl-Eduard von Bismarck se marie en premières noces à Los Angeles avec l'actrice américano-mexicaine Laura Harring. Ils n'ont pas d'enfant et divorcent en 1989.
Le 7 juin 1997, il se marie en deuxièmes noces en la cathédrale Saint-Pierre de Genève avec la consultante suisse Celia Demaurex. Ils n'ont pas d'enfant et divorcent le 31 août 2004.
Le 3 septembre 2004, il se marie en troisièmes noces avec Nathalie Bariman. Ils ont deux enfants : Alexei (2006) et Grace (2008). Ils divorcent le 25 août 2014.
Depuis le 21 avril 2016, il est marié en quatrièmes noces à l'écrivaine brésilienne Alessandra Silvestri-Levy.

## Titulature
- 1961 : Carl-Eduard Otto Wolfgang Jayme Anders, Comte von Bismarck-Schönhausen
- 2019 : Son Altesse Sérénissime le prince Carl-Eduard von Bismarck-Schönhausen, prince de Bismarck, duc de Lauenbourg.